# Kiichi Tomori
Kiichi Tomori (født 22. april 1991) er en japansk tidligere professionel fodboldspiller.
Han har spillet for flere forskellige klubber i sin karriere, herunder FC Ryukyu.